# Heuchelheim an der Lahn
Heuchelheim an der Lahn (Heuchelheim a. d. Lahn och innan 16 mars 2019 enbart Heuchelheim) är en kommun och ort i Landkreis Gießen i Regierungsbezirk Gießen i förbundslandet Hessen i Tyskland.